# 안토니오 브리세뇨
안토니오 브리세뇨 바스케스(스페인어: Antonio Briseño Vázquez, 1994년 2월 5일 ~ )는 멕시코의 축구 선수로, 포지션은 수비수이다. 현재 멕시코 리가 MX의 CD 과달라하라에서 활동하고 있다.